# 佐久・わが市
「佐久・わが市」（さく わがまち）は、長野県佐久市の市民歌である。作詞・山川啓介、作曲・神津善行。

## 解説
「佐久・わが市」は1981年（昭和56年）に（旧）佐久市の市制20周年を記念して制定された。作成は自治体歌の多くで採られる懸賞募集方式に拠らず当初から地元出身の山川に作詞、専業の神津に作曲を依頼したものである。制定時にポリドール（のちユニバーサルミュージック）が五十嵐喜芳の歌唱を吹き込んだシングル盤（規格品番：DI 1423）を製造しており、B面には東海林太郎が歌唱するご当地ソングの「佐久高原メロディー」（作詞：山岡勝人、作曲：大村能章）が再録された。
（旧）佐久市は2005年（平成17年）4月1日に北佐久郡望月町および浅科村、南佐久郡臼田町と新設合併し、同日付で（新）佐久市が発足した。平成の大合併で新設合併方式を採用した自治体の多くは同名旧市の名称を引き継いでいても地方自治法上は別の自治体として扱われるため、市歌を廃止して新規に制定したり合併協議で新市歌制定を取り決めながらも未履行のまま放置されることが珍しくない中、佐久市・臼田町・浅科村・望月町合併協議会では「佐久・わが市」の歌詞を検討した結果「現在の佐久市歌は、佐久の風土を培ってきた千曲川や周辺の山々、潤いのある豊かな自然環境など、この“ふるさと佐久地域”全体を謳っている」として「新市として内容に問題ない」と結論付け、3町村が制定した町村歌等を「地域の歌」として継承することを条件に新設合併当日より旧市からそのまま引き継がれ、現在に至っている。長野県では佐久市の他に、伊那市も合併後に市議会へ提出された陳情を受けて同名旧市が制定していた「伊那市の歌」を継承することになった。
佐久市役所では、市民歌の演奏機会について「区長総会・年賀の式・職員の表彰式典・戦没者追悼式等で使用している」とする。